# Lawrence Nuesslein
Lawrence Adam Nuesslein, conegut com a Larry Nuesslein, (Ridgefield Park, Estats Units 1895 - Allentown 1971) fou un tirador olímpic nord-americà, guanyador de cinc medalles olímpiques.

## Biografia
Va néixer el 16 de maig de 1895 a la ciutat de Ridgefield Park, població situada a l'estat de Nova Jersey. Va morir el 10 de maig de 1971 a la ciutat d'Allentown, població situada a l'estat de Pennsilvània.

## Carrera esportiva
Va participar, als 24 anys, en els Jocs Olímpics d'Estiu de 1920 realitzats a Anvers (Bèlgica), on va aconseguir guanyar 5 medalles en les proves de tir olímpic. Va guanyar la medalla d'or en les proves de carabina (50 metres) i carabina (50 metres per equips); la medalla de plata en la prova de rifle militar (300 metres drets per equips); i la medalla de bronze en les proves de rifle militar (300 metres drets) i tir al cérvol (tret simple per equips).
Forma part de l'USA Shooting Hall of Fame.